# Вергілій
Пу́блій Вергі́лій (Верґі́лій) Маро́н (лат. Publius Vergilius Maro; 15 жовтня 70 до н. е. — 20 вересня 19 до н. е.) — найвидатніший поет стародавнього Риму та один із найвизначніших поетів античної літератури, автор епосу «Енеїда», який оспівує легендарне походження римського народу.

## Життя
Відомостей про його життя небагато, а ті, що є, дійшли до нас у вигляді розрізнених цитат пізніших римських авторів і в складі семи коротких начерків життєписів знаменитих людей з-під пера Светонія, яких часто приписують Елію Донату, оскільки текст зберігся в його рукопису. Деякі незалежні біографічні відомості містяться в «Життєписі» Бернського рукопису. Також імовірно, що усі біографії мають за джерело записки сучасників Вергілія.
Серед імен Вергілія, Публій цілком звичайне для римлянина, інші два, очевидно, мають етруське походження, хоч ім'я Вергілій носили багато хто з латинів.
Батько поета був, імовірно, латином, чий рід декількома поколіннями раніше осів у північній Італії, яка називалася тоді Цізальпійською Галлією. Про його життя майже нічого невідомо: повідомляється лише, що був він або гончарем, або навіть посильним — та що одружився з дочкою свого хазяїна, а потім промишляв розведенням бджіл і продажем лісу. Ім'я матері Вергілія, Магія Полла, також звучить на етруський штиб; у Вергілія ще були щонайменше два брати, проте до його повноліття батьки, певно, вже померли.
Вергілій народився 15 жовтня 70 до н. е. біля Мантуї, у селищі Анди (часто його ототожнюють з сучасним П'єтоле). За переказом Светонія, його матері під час вагітності наснилося, начебто вона народила лаврову гілку, що, торкнувшись землі, відразу пустила корені й виросла у зріле дерево з безліччю різних плодів і квітів.
Вергілій отримав добру освіту: до 15-літнього віку в Кремоні, а потім у Медіолані (сучасний Мілан). Коли було йому років із 19 (близько 51 до н. е.) Вергілій приїхав до Риму навчатися риторики — у ті часи обов'язкової частини вищої освіти, необхідної для політичної кар'єри. Пробувши в Римі близько року, він приєднався до заснованого Філодемом у Неаполі гуртка епікурейців, який очолював Сірон. І хоч Вергілій готувався до кар'єри адвоката, природна сором'язливість визначила його життя як поета.
Светоній писав, що Вергілій був високого зросту, міцної статури, на обличчя смаглявий, скидався на селянина, але не відрізнявся міцним здоров'ям: особливо страждав він животом, горлом, головним болем і часто робив собі кровопускання. Помірний у їжі й вині, він полюбляв хлопчиків, — і особливо любив Цебета та Олександра, якого йому подарував Азіній Полліон і який у другій еклозі «Буколік» названий Алексідом. Ходили чутки, що жінка на ім'я Плотія Гієрія пропонувала Вергілієві співжиття з нею, але той рішуче відмовився. В іншому він був все життя настільки чистий і у висловлюваннях, і в думках, що в Неаполі його зазвичай називали Парфеній
 (з грец. дівчина, з натяком на цнотливість), а коли він показувався на вулиці, приїхавши зрідка до Риму, люди починали ходити за ним по п'ятах і показувати на нього, — він укривався від них у найближчому будинку.
У політичному житті Вергілій участі не брав, та завдяки щедротам друзів, його статок досяг десяти млн сестерціїв, і він мав будинок на Есквіліні поруч із оселею Мецената. Близько 41 року до н. е., після вбивства Цезаря, маєток було віднято для передачі ветеранам нового владики Рима, Октавіана Августа. Поет поспішив до Риму і за допомогою своїх друзів домігся повернення власності.
У Неаполі чи поблизу нього, Вергілій прожив майже все своє життя. Лише зрідка відвідував він Рим, бував на Сицилії й у Таренті, та один раз відвідав Грецію.
На п'ятдесят другому році життя (19 рік до н. е.) Вергілій пустився у велику подорож Грецією, щоб наступні три роки займатися відшліфовкою своєї поеми «Енеїда». Прибувши до Афін, Вергілій зустрівся тут з Октавіаном Августом, після чого вирішив відмовитися від поїздки і повернутися з ним до Італії. При огляді Мегар він серйозно занедужав, на кораблі хвороба ще посилилася, і незабаром після прибуття в Брундизій Вергілій помер 20 вересня 19 року до н. е.
Прах його перенесли до Неаполя і поховали біля другого каменя на Путеоланському шляху; для своєї гробниці він склав такий двовірш:
У Мантуї був народжений, помер у Калабрії, спочиваю
У Парфенопеї — оспівував пасовиська, села, вождів.
Де пасовища — натяк на твір «Буколіки», села — на «Георгіки», вождів — на «Енеїду».
Половину майна він заповів Валерію Прокулу, своєму зведеному брату, чверть — Октавіану Августу, дванадцяту частину — Меценату, інше — Луцію Варію та Плотію Тукку. За Светонієм, ще до від'їзду з Італії Вергілій домовлявся з Варієм, що якщо з ним що-небудь трапиться, той спалить незавершену «Енеїду»; але Варій відмовився. Вже перебуваючи при смерті, Вергілій наполегливо вимагав свою книжкову скриньку, щоб самому її спалити; але коли ніхто йому не приніс, він більше не зробив ніяких особливих розпоряджень щодо цього і доручив свої твори Варію і Тукку з умовою, щоб вони не видавали нічого, що не видано ним самим. Але, на щастя, за наказом Октавіана Августа «Енеїду» видано з незначними виправленнями.
На його честь названо парк у Неаполі.

## Творчість

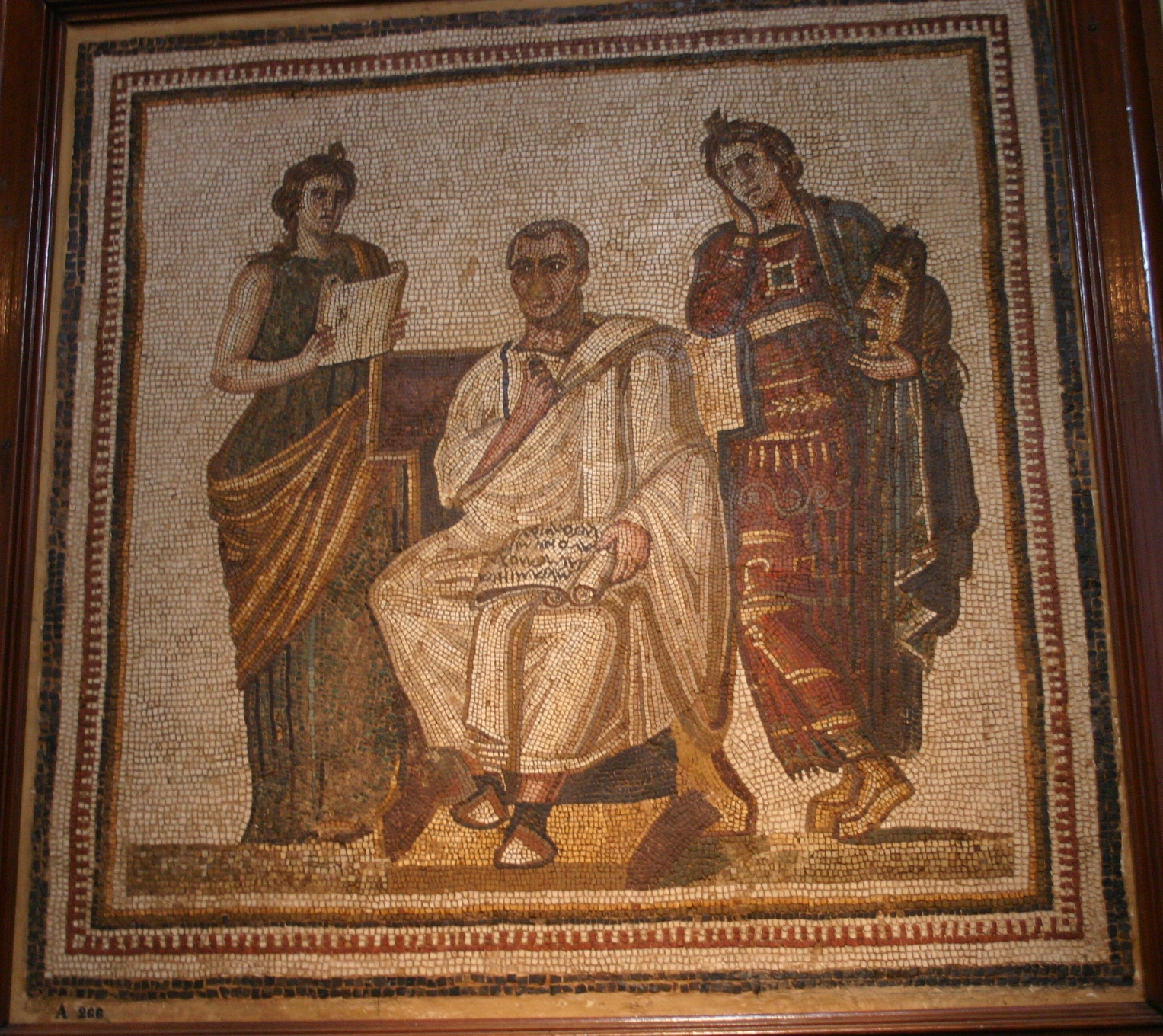
Вергілій та обидві руки від нього музи: Кліо і Мельпомена. Мозаїка 3 століття із сучасного Суса, Туніс

Перші поетичні спроби Вергілія належать до шкільних років і написані в дусі панівного тоді «неотеричного» напрямку, головним представником якого був Катулл; для цього напряму була характерна байдужність до політичних і соціальних проблем, яка розвинулася в розорених громадянськими війнами групах середніх римських станів, і індивідуалістичне ставлення до життя. «Неотерична» поезія, розрахована на невелике і замкнуте коло освічених читачів, культивувала винятково малі жанри, головним чином епіграми й невеликі поеми за зразком елліністичних «епіллій». Розроблялися переважно міфологічні теми з наголосом на патетичні положення й зображення щиросердних переживань героїв. Невеликі розміри поем компенсувалися ретельною обробкою вірша, наближенням його до суворих норм елліністичної метрики і щедро розсипаними блискітками «ученості»; оригінальність творчості цінувалася нижче, ніж стилізація і перероблення уже наявного в літературі матеріалу. Ці настрої обумовили вибір у філософські вчителі епікурейця Сірона, представника вчення, що закликало до повного суспільного індиферентизму. У літературних колах, з якими Вергілій зав'язав міцні зв'язки, він вправлявся у складенні жартівливих епіграм у стилі Катулла.

### «Буколіки»
Твір «Буколіки» (від грец. «bukolika», від «bukolikos» — «пастушачий») світ побачив у 39 році до н. е. і саме цей твір Вергілій вважав початком своєї літературної діяльності.  Вони складаються з 10 еклог («обраних віршів»), з яких 6 є діалогами між пастухами; найчастіше пастухи змагаються між собою в співі (еклоги 3, 5, 7, 8), вимовляючи при цьому або цілі вірші (екл. 5 і 8), або перекидаючись репліками в 2 (екл. 3) або 4 (екл. 7) вірша. Ці короткі пісеньки, відтворюючи іноді прийоми народного стилю (паралелізм членів, приспів), були досить придатним матеріалом для реформи поетичної мови, зробленої Вергілієм, і яка стала основою для всього подальшого розвитку римської поезії. Довгі й заплутані періоди стародавньої римської поезії (іноді до 20 віршів) Вергілій замінив короткими реченнями з ясним членуванням на частини й без накопичення підрядних, переніс таким чином у поетичну мову навички античної художньої прози. Кожна еклога — складна мозаїка мотивів і окремих висловів, запозичених з різних віршів Феокріта. Проте, в той час коли у грецького поета іноді ще зустрічаються жанрові картинки, у Вергілія побутовий матеріал відіграє незначну роль. Центр ваги — у переживанні пастухів, які віддаються любові та поезії; охоче вводяться і народні повір'я. Пастухи Вергілія — цілком умовні фігури для проголошення плавних віршів у «ніжному» стилі з гостро відточеними сентенціями, котрі поет найчастіше більше цінує, ніж сувору витриманістю ситуації цілого вірша.
Події громадянської війни, яка почалася після вбивства Цезаря, служать матеріалом для діалогів між пастухами в еклогах 1 і 9; у 1 еклозі до вуст пастуха Тітіра вкладена хвала божественному юнаку, який дозволив йому залишитися на своїй ділянці, тоді як усі сусіди вигнані. Зовсім особливе місце займає знаменита 4 еклога, що є хвалою новому політичному порядкові, убраною у форму оракула, котрий провіщує близьке народження нового бога, який врятує світ. Древні християни бачили в цьому хлопчику Христа; 4 еклога дійсно ґрунтується на тих самих релігійних уявленнях еллінізму, з яких згодом виросло християнство. «Буколіками» Вергілій звернув на себе увагу Октавіана Августа і його сподвижника Мецената, які були зацікавлені в літературній пропаганді ідеологічних основ нового ладу. Цей лад вимагав нової державницької ідеології, пофарбованої в романтичне преклоніння перед римською стародавністю.
Успішно зображена «золота доба» дуже нагадує текст Біблії, і насамперед через це Вергілія згодом назвали «християнином до Христа». Порівняння: IV еклога «Буколік»:
«Хлопчику любий! Надійдуть часи, і побачиш ти небо…
Зразу ж родюча земля принесе тобі перші дарунки:
Ладан поземний та кручений плющ, зростить без насіння,
Лотосом все поцвіте, засміється веселим аконтом,
Кози самі понесуть молоко з полонини додому,
Смирна худоба без страху на лева глядітиме в полі.
Квіти ласкаві, рясні проростуть край своєї колиски.
Згине і ворог твій — змій, і все зілля отрутне загине…»
Біблія. Книга пророка Ісаії. 11.6-9
«…І замешкає вовк із вівцею,
І буде лежати пантера з козлям,
І будуть разом телятко й левчук…
І буде бавитися немовлятко над діркою гада,
І відняте від перс дитинча
Простягне свою руку над нору гадюки, —
Не вчинять лиха та шкоди не зроблять…»
Особливого поширення таке прочитання Вергілія набуло в добу Середньовіччя, коли церква безроздільно панувала над усіма сферами життя. Але тоді ж виникло й протилежне сприйняття Вергілія: як чаклуна, мага, чорнокнижника (на кшталт Фауста з німецьких «народних книг» або трагедії Й. Гете). Навіть ім'я його діда — Магній — тлумачилося відповідно. Не в останню чергу тому, що Вергілій дуже вдало описав Аїд, де «побував» його Еней.
Успіх «Буколік» перевершив найсміливіші сподівання, їхній автор став знаменитістю і на нього звернув увагу сам Меценат.

### Меценат і «меценатство»
Гай Цільній Меценат (близько 74 р. до н. е. — бл. 8 р. до н. е.) був другом і сподвижником Октавіана Августа. У 40-30-х роках до н. е. він організував гурток літераторів, у якому провідними фігурами стали Вергілій, лірик Горацій і драматург Варій. Нова поетична школа швидко досягла блискучих успіхів: Горацій завершив «Сатири» (30 рік до н. е.) та «Еподи», через рік Вергілій на тріумфальних іграх поставив популярну тоді трагедію «Фієст» (текст утрачено). Горацій видав три книги «Од» (23 р. до н. е.) і «Послання» (20 р. до н. е.). У 19 році до н. е. помер Вергілій, так і не дописавши та заповівши спалити «Енеїду». Але Варій, за наказом Августа, опублікував її доопрацьований текст. Нарешті на урочистостях на честь Нового Віку (17 р. до н. е.) прозвучав «Ювілейний гімн» Горація.
У всіх творах прямі похвали особисто Августові зустрічалися рідко, але відчувалася підтримка його політики. Так, в «Одах» Горація було оплакане падіння Республіки і уславлений її відроджувач — Август. Звісно, це лицемірство, адже насправді Октавіан у Римі якраз донищив Республіку та заснував Імперію. Але він підкреслено зберігав республіканську термінологію та атрибутику (сенат, консульство), навіть себе він іменував не імператором, а принцепсом, «першим поміж рівних» (primus inter pares), хоча фактично влада в нього була імператорською: одноосібною і необмеженою.
«Георгіки» Вергілія, продовжуючи традицію Гесіодового дидактичного епосу («Роботи й дні»), привертають увагу до прадавніх римських чеснот: благочестивості, твердості, надійності, стриманості, працьовитості, простоти, любові до землі тощо. Центральним твором цього напрямку була «Енеїда»: вона немов синтезувала події минулого і сьогодення, прославляючи Юліїв, уславляла всю Римську державу.
Новий зміст вимагав нових форм. Члени гуртка Мецената «стали на плечі» своїх літературних попередників — неотериків, запозичивши в них високу поетичну техніку. Але якщо неотерики ще лише шукали, то меценатівці вже засвоювали знайдене; якщо в перших стиль був темний, то в других — уже прозорий; якщо неотериків цікавило передовсім приватне, інтимне життя (otium), то меценатів — насамперед життя суспільне, державне (negotium).
Крім того, Меценат забезпечував членам гуртка зв'язок з Августом, підтримуючи членів гуртка матеріально (так, він подарував Горацієві маєток поблизу Риму).
Недаремно ім'я Мецената згодом стало означати щось на кшталт сучасного спонсора (в Україні нині функціонує «Ліга українських меценатів»).

### «Георгіки»
За пропозицією Мецената Вергілій написав «Георгіки», дидактичну поему про сільське господарство і працював над ними 7 років (приблизно 37-30 до н. е.). Поета привабило завдання боротьби з матеріалом, що важко піддається естетичному оформленню, і він виконав його з набагато більшим успіхом, ніж елліністичні автори дидактичних поем.
«Георгіки» складаються з 4 книг: 1. «Про посівне господарство», 2. «Про культуру винограду і плодоносних дерев», 3. «Про скотарство», 4. «Про бджіл» (за звичайним порядком розташування в римських сільськогосподарських творах). Поема розцвічена стилістичними орнаментами, блискучими описами, картинами стилізованого в ідилічні тони сільського життя. При стилістичній обробці Вергілій широко використовував старий літературний матеріал, відповідно до традицій «неотериків», які залишили глибокий слід на усій творчості Вергілія. Спокійну об'єктивність дидактичної поезії еллінізму він замінює високим пафосом, що досягає найбільшої напруженості в численних відступах, серед яких слід особливо зазначити хвалу Італії і хвалу мирному сільському життю в другій книзі як літературне оформлення актуальних політичних гасел. По всьому твору розсипані хвали Меценатові (прославляє його разом з Октавіаном).
У другій книзі оспівані сорти винограду (метімнейський — основний лесбоський, фаський — грецького походження, мареотідський — єгипетський сорт з дрібним насінням, псіфея — високоцукристий, лагеос — скоростиглий, фалернський — найкращий місцевий сорт Риму, амінейський, фанейський, родоський і інші), з яких вироблялися знамениті в давнину вина — фасоське, аргітське, родоське та інші.
«Георгіки» — друга поема Вергілія, написана з метою порушити любов до землеробства в душі ветеранів, нагороджених землями. Взявши за зразок Гесіода, Вергілій, проте, не входить, подібно до свого грецьким зразком, в усі подробиці сільськогосподарської справи — його мета показати в поетичних образах принади сільського життя, а не написати правила, як сіяти і жати; тому деталі хліборобської праці його займають лише там, де вони представляють поетичний інтерес. З Гесіода Вергілій взяв лише вказівки щасливих і нещасних днів і деяких землеробських прийомів. Найкраща частина поеми, тобто відступу натурфілософского характеру, більшою частиною почерпнута з Лукреція.
«Георгіки» вважають найдосконалішим твором Вергілія за чистоту і поетичну завершеність вірша. У них, разом з тим, найглибше відбився характер поета, його погляд на життя і релігійні переконання; це — поетичні етюди про гідність праці. Землеробство в його очах — свята війна людей проти землі, і він часто порівнює подробиці землеробського побуту з військовим життям. «Георгіки» служать також протестом проти атеїзму, що поширився останнім часом в республіці; поет допомагає Августу порушувати в римлянах згаслу віру в богів і сам щиро пройнятий переконанням в існуванні вищого Промислу, що керує людьми. Одним з наслідувачів Вергілія був Луїджі Аламанні.
У 2023 році, під час розвідки в муніципалітеті Орначуелос провінції Кордова (Іспанія), археологи з університетів Кордови, Севільї та Монпельє відшукали глиняний фрагмент римської масляної амфори, на якому був нанесений вірш Вергілія. Експерти назвали знахідку «виключною», тому що вперше вірші поета були виявлені на римській амфорі. Було встановлено  що цей фрагмент амфори був з римської провінції Бетика та виготовлений близько 1800 років тому. Шляхом накладання, дослідники змогли розшифрувати текст і зробити висновок, що він відповідає сьомому та восьмому віршам першої книги «Георгіки», яка присвячена сільському господарству та життю у сільській місцевості, написаній у 29 р. до н. е., в якій говориться: "Auoniam[pingui]glandem m[utauit]aresta, poq[ulaque][inuen]tisAqu[eloia][miscu]it[uuis]C[ambió] ] [con la uva descubierta]".

### «Енеїда»
Головний твір Вергілія — героїчна поема «Енеїда». В основі її лежить сказання про благочестивого троянця Енея, сина Анхіза й Венери, який втік під час пожежі Трої в латинську землю. За офіційною версією римляни вважалися нащадками троянців, а рід Юліїв, до якого зараховував себе Октавіан Август, вів своє походження від самого Енея. Поема Вергілія мала стати хвалою предкам Октавіана і древніх установлень, реставратором яких той себе вважав. Новий літературний смак, який звернувся до класичних зразків, вимагав створення великого епосу, збагаченого новим соціально-політичним і релігійно-філософським змістом; і Вергілій створив новий тип епічної поеми.
У побудові «Енеїди» підкреслене прагнення створити римську паралель поемам Гомера. Більшість мотивів «Енеїди» Вергілій знайшов вже в наявних обробленнях сказання про Енея, але вибір і розташування їх належать самому Вергілію і підпорядковані його поетичному завданню. Не тільки в загальній побудові, а й у цілому ряді сюжетних деталей і в стилістичній обробці (порівняння, метафори, епітети тощо) виявляється бажання Вергілія «суперничати» з Гомером.
Тим гостріше виявляються глибокі відмінності. «Епічний спокій», любовне вимальовування деталей не приваблюють Вергілія. «Енеїда» являє собою низку оповідань, повних драматичного руху, строго концентрованих, патетично напружених; ланки цього ланцюга з'єднані майстерними переходами і спільною цілеспрямованістю, що створює єдність поеми. Її рушійна сила — воля долі, яка веде Енея до заснування нового царства в латинській землі, а нащадків Енея до влади над світом. «Енеїда» повна оракулами, віщими снами, дивами й знаменнями, які керують кожною дією Енея і провіщають прийдешню велич римського народу і звитяги його діячів аж до самого Октавіана Августа.
Масових сцен Вергілій уникає, виділяючи звичайно кілька фігур, щиросердечні переживання яких і створюють драматичний рух. Драматизм посилюється стилістичною обробкою: Вергілій вміє майстерним добором і розташуванням слів додавати стертим формулам повсякденної мови велику виразність і емоційне забарвлення.
У зображенні богів та героїв Вергілій ретельно уникає грубого і комічного, що так часто трапляється в Гомера, і прагне до «благородних» афектів. У ясному членуванні цілого на частини й у драматизації частин Вергілій знаходить потрібний йому середній шлях між Гомером і «неотериками» і створює нову техніку епічного оповідання, що протягом століть слугувала зразком для наступних поетів.
Щоправда, герої Вергілія автономні, вони діють поза середовищем і є маріонетками в руках долі, але таке було життєвідчування атомізованого суспільства елліністичних монархій і Римської імперії. Головний герой Вергілія, «благочестивий» Еней, з його своєрідною пасивністю в добровільному підпорядкуванні долі, втілює ідеал стоїцизму, що став майже офіційною ідеологією; у мандрах Енея супроводжує безстрашний зброєносець Ахат, відданість якого стало прозивним. І сам поет виступає як проповідник стоїчних ідей: картина підземного царства в 6-й пісні, з муками грішників і блаженством праведних, намальована відповідно до уявлень стоїків. «Енеїда» була закінчена лише начорно. Але і в цьому «чорновому» вигляді «Енеїда» відрізняється високою досконалістю вірша, поглиблюючи реформу, розпочату в «Буколіках».

### Інші твори
Вергілію приписувався ще ряд дрібних творів, зокрема, «Appendix Vergiliana». Безсумнівно справжніми є лише деякі вірші з «Каталептон». Автентичність інших сумнівна.

### Спадщина
Дуже скоро Вергілій став класиком. Уся пізніша римська поезія повна запозичень з Вергілія. Відомим граматики, які займалися тлумаченням Вергілія були: Велій Лонг, Елій Донат, Проб, Квінт Теренцій Скавр, Асконій Педіан, Прісціан.
Згадане вище тлумачення 4-ї еклоги додавало Вергілію особливе значення й в очах християн як в античності, так і в середньовіччі; тому твори його дійшли в дуже великій кількості списків. Вергілій вважався джерелом знання, навіть «чарівником», носієм вищого одкровення, за книгами Вергілія ворожили. Дуже великий вплив Вергілія на латинську поезію середніх століть: часто з окремих віршів Вергілія складалися нові твори. Вплив Вергілія помітний і на середньовічному епосі на народних мовах. Данте обрав Вергілія у провідники пеклом і чистилищем. У XVI—XVIII ст. Вергілія вважали найбільшим світовим поетом, знаходячи його більш «галантним», ніж Гомер. Героїчна і пастушача поема цього часу розвивається під знаком наслідування Вергілію; комічна поема охоче пародіює його («травестія», «бурлеск»), напр. «Перелицьований Вергілій» Скаррона (1648—1653), «Виргилиева Енеида, вывороченная наизнанку» Н. П. Осипова й О. Котельницкого (1791) і знамените українське «перелицювання» Івана Котляревского (1798).

## Вергілій і Котляревський
Твори Вергілія мали дуже велику популярність серед освіченого населення Європи. Християнська церква також не забороняла їх. Навпаки, за його творами вивчали латину навіть клірики.
З'явилося дуже багато пародій на твори Вергілія. Перша пародія «Енеїди» — «Перелицьована Енеїда» (Італія, Дж. Лаллі, 1663 р.). У Франції дуже популярною була поема П. Скаррона «Перелицьований Вергілій» (1648—1653 рр.). Поема-травестія відрізняється від оригіналу зниженням тону, перетворенням богів та героїв на паризьких міщан. У творі існують пародії на величні події. У Франції народилися також наступні пародії на оригінал Вергілія: «Любов Енея і Дідони» (А. Фюретьєр), «Бурлескне пекло» та «Бурлескна Енеїда» (Дюфреруа), «Смішна Енеїда» (Ж. Фребеф), «Війна Енея в Італії» (Барсія) та ін.
Але неперевершеним взірцем бурлеску й травестію є «Вергілієва Енеїда» Івана Котляревського, яка складалася з шести частин і повністю вийшла у світ тільки 1842 року. У сюжеті за смішною формою автор приховав мрію українського народу про незалежність своєї країни. Тут є зв'язок із внутрішніми подіями в Україні 1775 року, коли була зруйнована Запорізька Січ. Це символ падіння фортеці національного вільнолюбного духу українського народу.
Автор побудував імпліцитно (приховано) паралельний національний сюжет (джерело?):
| Римський сюжет                                           | Український сюжет                                                |
| Експлікований (явний)                                    | Імпліцитний (прихований)                                         |
| -------------------------------------------------------- | ---------------------------------------------------------------- |
| Греки зруйнували Трою                                    | Московія поруйнувала Запорозьку Січ («Українську Трою»)          |
| Але вцелів троянець Еней                                 | Так само вціліє український Еней                                 |
| Еней заснував Рим, або Нову Трою                         | Український Еней теж заснує «Український Рим»(Нову Січ)          |
| Рим (Нова Троя) взяв реванш над греками за загибель Трої | Український Рим теж візьме реванш за руйнацію «Української Трої» |

За словами Козака Стефана, «…Звернення І. Котляревського до твору Вергілія було зумовлене тим, що поет хотів відгукнутись на втрату Україною своєї національної незалежності, в історії світового письменства вже були такі споріднені явища. Вергілій став для Котляревського тим самим, ким став…для поляків після втрати Польщею незалежності, третього її поділу; не знаходячи засобів для віддзеркалення свого болю, польські поети звертались до Вергілія».
Слід також зазначити й високу ерудицію корифея української літератури. За словами Н. Старостіна, «знання Вергілія — знак римської освіченості, римської цивілізації, як для Нового часу це знак цивілізації європейської».
На могильній плиті Вергілія викарбувано рядки: «У Мантуї народився, умер у калібрів. Неаполь/Прах береже. Оспівав череди, ниви, вождів».

## Переклади творчості Вергілія українською
Перші переклади творчості Вергілія припадають на середину XIX століття, причому їх автори більш-менш одночасно взялися за перенесення на ґрунт української культури всіх трьох його основних творів.
Так, «Георгіки», дві еклоги (першу і другу) переклав у 1848 — 1849 рр. Осип Шухевич, але праця його була видана лише в 1886 р. із передмовою І. Франка про життєвий і творчий шлях Вергілія. Переклад Шухевича був написаний плавною народною мовою, але римованим віршем, не гекзаметром. Не дотримуються гекзаметра у своїх перекладах «Енеїди» і Г. Бондаренко — перекладач початку другої книги (II, 1 — 66) та С. Руданський, який у 1865 р. під назвою «Енеянка» переспівав кінець першої книги (І, 657 — 755).
На початку XX ст. серйозну спробу подати Вергіліїв епос українським словом зробив І. М. Стешенко (1873 — 1918), відомий як перекладач «Метаморфоз» Овідія.
Нову сторінку в історії перекладу поетичної спадщини Вергілія являє діяльність поета, критика, науковця, великого знавця і перекладача римських класиків Миколи Зерова (1890 — 1942). З-під пера цього майстра вийшли переклади 1 та 4-ї еклог «Буколік», значні уривки з «Георгік» та найвагоміша праця — повний переклад «Енеїди».
У той час, коли в Україні над перекладами «Енеїди» працював Микола Зеров, у Західній Україні це робив Михайло Білик. Деякі частини перекладної ним поеми (книги І — VI) були видані у Стрию 1931 р., а повний переклад завершено у Львові вже після радянсько-німецької війни.

## У художній літературі
Вергілій — часто використовуваний образ у поетичних творах різних національних літератур. У «Божественній комедії» Данте і «Діяннях небожителів» Брата Віктора (Віктора Гребенюка) виконує роль провідника ліричного героя потойбіччям.